# Jörn W. Wilsing
Jörn W. Wilsing (* 25. Oktober 1940 in Hamm; † 19. September 2010 in Stuttgart) war ein deutscher Opernsänger (Bariton).

## Leben
Wilsing begann zunächst eine Ausbildung zum Industriekaufmann, studierte dann jedoch Gesang an der Musikhochschule Köln. Weitere Studien folgten 1962–1963 am Salzburger Mozarteum und am Richard-Strauss-Konservatorium in München. 1964 debütierte er als Opernsänger am Landestheater Coburg mit der Partie des Heerrufers in Wagners romantischer Oper Lohengrin. Er hatte Festengagements am Staatstheater Karlsruhe (unter anderem 1975 als Papageno in Die Zauberflöte; Partner: Francisco Araiza), an der Bayerischen Staatsoper in München und seit 1977 an der Staatsoper Stuttgart. In Stuttgart gehörte er bis einschließlich der Spielzeit 2005/2006 zum festen Ensemble.
Wilsing sang in Stuttgart ein umfangreiches Repertoire, das hauptsächlich das lyrische Baritonfach umfasste. Im Laufe seiner Karriere interpretierte er Rollen wie Figaro in Der Barbier von Sevilla, Vater Germont in La traviata, Dreieinigkeitsmoses in Aufstieg und Fall der Stadt Mahagonny und Beckmesser in Die Meistersinger von Nürnberg. In späteren Jahren übernahm er auch zahlreiche kleinere Partien und Charakterrollen. Er sang in Stuttgart unter anderem auch Melot in Tristan und Isolde (unter anderem 1981 und 1985), Donner in Das Rheingold (1986/1987), Fürst Ottokar in Der Freischütz, Lord Tristan Mickleford in Martha (1986 in der Premiere der berühmten Loriot-Inszenierung; Partner: Rüdiger Wohlers), König Bobèche in Ritter Blaubart (1996), Ford in Falstaff (1996), den Verwalter in Lady Macbeth von Mzensk (1998) und den Gefängnisdirektor Frank in der Operette Die Fledermaus (2000). Zu seinen letzten Rollen dort gehörte 2005 der Haushofmeister Pancratius in der komischen Oper Der Wildschütz. In seiner letzten Spielzeit in Stuttgart 2005/2006 sang er außerdem noch den Fürst Yamadori in Madama Butterfly.
Er gastierte an der Oper Köln, am Opernhaus Dortmund, an der Deutschen Oper am Rhein, am Opernhaus Nürnberg, am Staatstheater am Gärtnerplatz (unter anderem 1980 als Reinhart in der Oper Herzog Wildfang von Siegfried Wagner), am Theater Basel und an der Komischen Oper Berlin. 1973 sang er bei den Salzburger Festspielen den Arbace in Mozarts Oper Idomeneo.
Wilsing trat mit einem umfangreichen Repertoire, das von der Barockmusik bis zur zeitgenössischen Musik des 20. Jahrhunderts reichte, auch umfangreich als Konzertsänger hervor.
Er absolvierte auch mehrere Fernsehauftritte. 1975 wirkte er, an der Seite von Teresa Stratas und René Kollo, in einer Fernsehverfilmung der Oper Die verkaufte Braut mit. 1978 war er Gast bei dem Entertainer Heinz Schenk in dessen Sendung Zum Blauen Bock; dort sang er unter anderem das Chianti-Lied von Gerhard Winkler. Wilsing trat auch am 15. März 1980 in Wiesbaden als Gast in der ARD-Samstagabendshow Einer wird gewinnen auf.
Wilsings Stimme ist auf zahlreichen Tonträgern dokumentiert. Neben Operngesamtaufnahmen liegen auch mehrere Operettenausschnitte (Die Fledermaus, Gasparone, Boccaccio) vor.
Wilsing starb nach langer Krankheit.